# الداخلة (ذي السفال)

تعديل مصدري - تعديل

الداخلة محلة تابعة لقرية عرج، التابعة لعزلة شوائط بمديرية ذي السفال إحدى مديريات محافظة إب في الجمهورية اليمنية، بلغ تعداد سكانها 26 حسب تعداد اليمن لعام 2004.